# Abstract Window Toolkit
Az Abstract Windowing Toolkit (magyarul absztrakt ablak-eszközkészlet) vagy röviden AWT a Java programozási nyelv ablakkezelésre és grafikus felhasználói felületek létrehozására szolgáló komponensgyűjteménye. Az AWT a JFC része, a Java osztályhierarchiában a java.awt helyen található.
Az AWT az operációs rendszer magas szintű, grafikus komponenseket megjelenítő szubrutinjait használja fel a saját komponenseinek megjelenítéséhez, ezért más Java osztályoktól eltérően nem nyújt platformfüggetlen absztrakciós réteget: az AWT-ben írt alkalmazások megjelenése különböző operációs rendszereken nagyon eltérő lehet. Emiatt kezdetben, amikor még nem volt alternatívája, az AWT-t a Java egyik leggyengébb pontjának tartották.
A JDK 2-es verziójának megjelenésével az AWT-t nagyrészt kiszorította a Swing, egy részben az AWT-re épülő, fejlettebb komponensgyűjtemény, ami alacsony szintű szubrutinok segítségével maga rajzolja meg a grafikus komponenseit, így a megjelenése független az operációs rendszertől (emellett több komponenst is tartalmaz, mint az AWT).